# Бенфика (футбольный клуб, Лиссабон)
«Бенфи́ка» (полное название — «Спорт Лиссабон и Бенфика»; порт. Sport Lisboa e Benfica, португальское произношение: [sɨˈpɔɾ liʒˈboɐ i βɐ̃jˈfikɐ] (слушать)о файле) — португальский футбольный клуб из города Лиссабон, выступающий в Примейра-лиге. Образован 28 февраля 1904 года. «Бенфика» считается одной из команд-основательниц чемпионата Португалии, основанного в 1933 году. Является одним из самых титулованных клубов Португалии: 38-кратный чемпион Португалии, 26-кратный обладатель Кубка и 10-кратный — Суперкубка страны. Домашним стадионом клуба является «Эштадиу да Луш», вмещающий 68 100 зрителей.
Наряду с «Порту» и «Спортингом», «Бенфика» входит в «большую тройку» клубов Португалии (порт. Os Três Grandes). К тому же клуб ни разу не покидал высший португальский дивизион. Кроме того, «Бенфика» стала первым клубом в чемпионате Португалии, не проигравшим ни одного матча в сезоне (1972/73), и единственным клубом Португалии, повторившим этот успех (1977/78). Также клуб является единственным португальским клубом, принявшим участие в 10 финалах европейских клубных турниров.
«Бенфика» заняла 12 место в списке лучших футбольных клубов XX века по версии ФИФА, 7 место — по версии журнала Kicker. Также IFFHS поставил «Бенфику» на 9 место в рейтинге лучших европейских клубов XX века.
Примечательно, что, в отличие от большинства европейских клубов, болельщики «Бенфики» сами содержат клуб и управляют им с момента его основания. «Бенфика» занимает 22-е место в списке самых богатых команд планеты, с годовым оборотом в € 111,1 млн.

## Названия
- 1904—1908 год — «Спорт Лисбоа»
- С 1908 года — «Бенфика»

## История

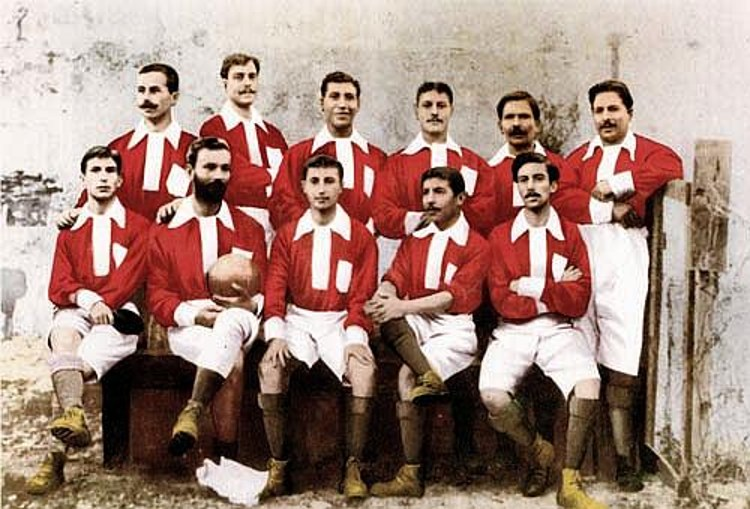
Первая команда в 1904 году

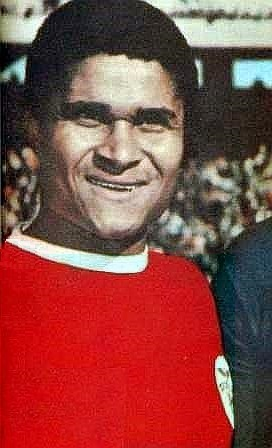
Эйсебио выиграл «Золотой мяч» в 1965 году

Клуб был основан 28 февраля 1904 года группой футболистов-любителей и учащихся колледжа «Real Casa Pia de Lisboa» в количестве 24 человек, устроивших собрание в ближайшей аптеке «Farmacia Franco» на улице Белен в одноимённом районе. Среди них был и Косме Дамиан. Первоначально он назывался «Спортивное общество Лиссабона», однако в 1908 году объединился со спортивным обществом «Бенфика». Новый клуб стал сочетать эмблемы и цвета каждого из двух спортивных обществ.
В 1920 году по «Бенфике» был нанесён серьёзный удар, когда несколько игроков покинули клуб и образовали «Белененсиш». В 1933 году клуб становится одним из основателей турнира среди профессиональных футбольных клубов Португалии наряду со «Спортингом» и «Порту». Как и два её главных исторических противника, «Бенфика» никогда не покидала высший дивизион. Первый титул приходит к клубу в 1936 году.
1940-е годы в Португалии ознаменовались ожесточённым противостоянием «Бенфики» и «Спортинга» практически в каждом чемпионате.

### Золотая эра (1960—1970)

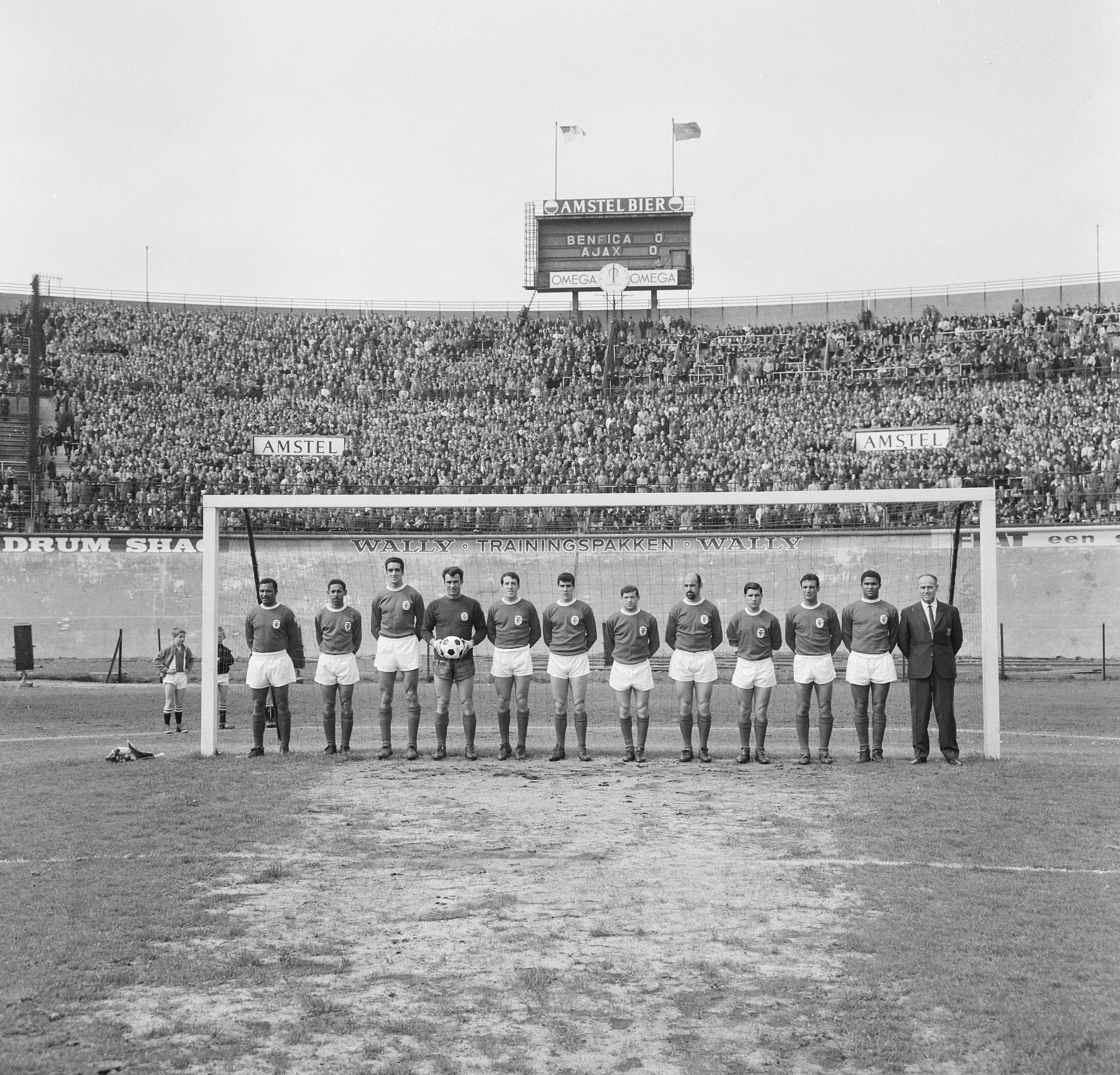
«Бенфика» перед матчем с «Аяксом» в 1965 году

Золотая эра клуба приходится на 1960-е годы. В то время за команду выступали знаменитые португальские футболисты мозамбикского происхождения Мариу Колуна и обладатель «Золотого Мяча» 1965 года Эйсебио. В 1961 году «Бенфика» прерывает доминирование мадридского «Реала» в Европе, побеждая в Кубке чемпионов, где в финале была обыграна «Барселона» со счётом 3:2. В 1962 году в финале Кубка чемпионов оказывается повержен уже мадридский «Реал» — 5:3 (решающим оказался дубль Эйсебио). Затем «Бенфика» трижды доходила до финала Кубка чемпионов, где последовательно уступала «Милану» в 1963, «Интернационале» в 1965 и «Манчестер Юнайтед» в 1968 годах. Также в 1960-е годы клуб выиграл 8 чемпионских титулов и 3 Кубка Португалии.

### «Проклятье Гуттманна»

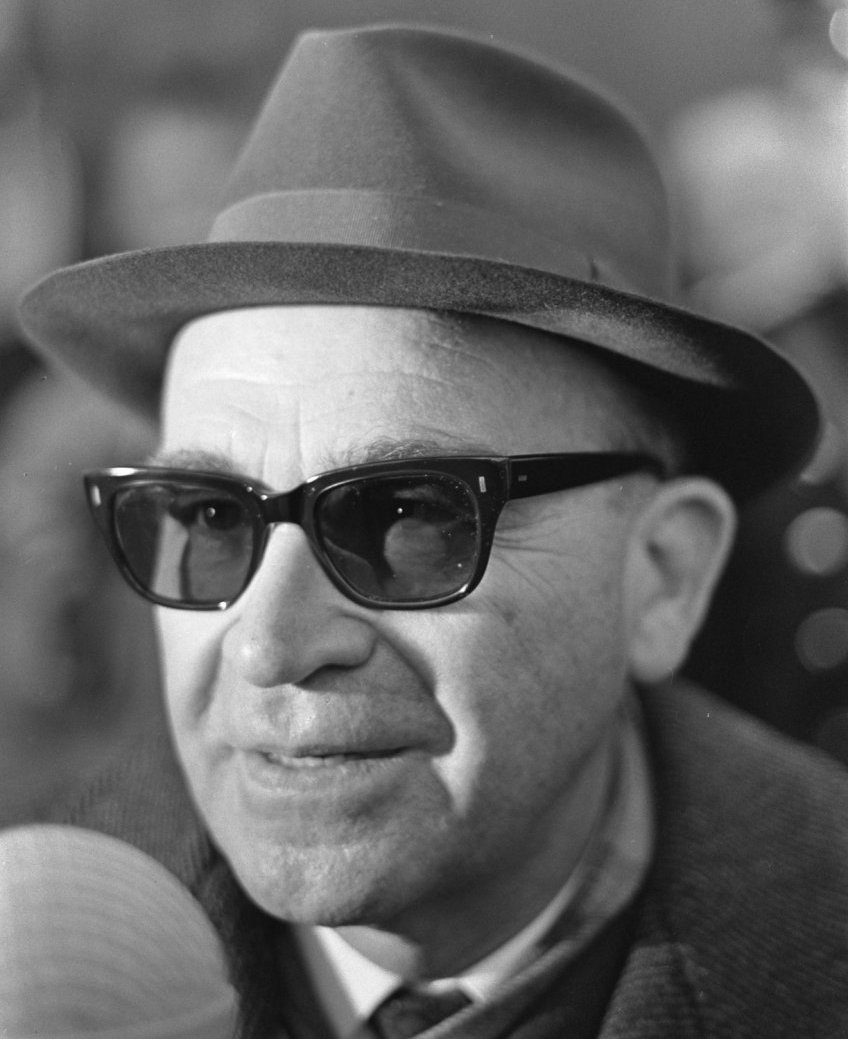
Бела Гуттманн (1966)

В 1962 году Бела Гуттманн после выигрыша трёх чемпионатов страны и двух побед подряд в Кубке европейских чемпионов уходит из клуба. Причиной расхождений стал отказ руководства клуба выплатить тренеру дополнительное вознаграждение за победу в Кубке чемпионов. Руководители не поняли, что причиной успехов клуба является в первую очередь тренерская работа Гуттманна и сочли, что с таким составом победы будут у них в кармане и при другом тренере. Покидая команду, Гуттманн произнёс проклятие:
Без меня в течение ста лет «Бенфика» не сможет выиграть ни один европейский кубок!
После этого «Бенфика» восемь раз играла в финалах европейских кубков и проиграла все восемь (1962/63, 1964/65, 1967/68, 1982/83, 1987/88, 1989/90, 2012/13, 2013/14). В 1990 году перед финальным матчем «Бенфика» — «Милан», проходившем в Вене, где Гуттманн умер и был похоронен, Эйсебио приходил на могилу своего великого наставника молиться, чтобы тот снял своё проклятие, но это не помогло: Райкаард принёс «Милану» победу 1:0, проклятие сработало в очередной раз. 15 мая «Бенфика» проиграла «Челси» в финале Лиги Европы 2012/13 со счётом 1:2. 14 мая 2014 года «Бенфика» вновь проиграла в финале. В серии пенальти команда уступила «Севилье» 2:4. Таким образом, спустя более чем полстолетия «проклятие Гуттманна» действует.

### 1970—1994
В 1970-е годы «Бенфика» продолжает доминировать на внутренней арене (6 чемпионских титулов и 2 кубка), однако без европейских успехов.
Новое возрождение клуба происходит в начале 1980-х годов под руководством шведа Эрикссона. Клуб выигрывает два национальных первенства (1983 и 1984), Кубок Португалии и доходит до финала Кубка УЕФА, где уступает бельгийскому «Андерлехту». Затем клуб выигрывает титулы в 1987 и 1989 годах, и доходит до финалов Кубка чемпионов в 1988 и 1990 годов. В начале 1990-х годов клуб, несмотря на бедственное положение, достойно конкурирует с «Порту».

### Чёрные дни (1994—2003)
С середины 1990-х до начала 2000-х годов было самое тёмное время в истории клуба. В те годы клуб долго не мог ничего выиграть и лишь накапливал долги. Например, в 2001 году «Бенфика» финишировала 6-й в чемпионате страны и впервые не попала в еврокубки.

### Новая эра (с 2004)

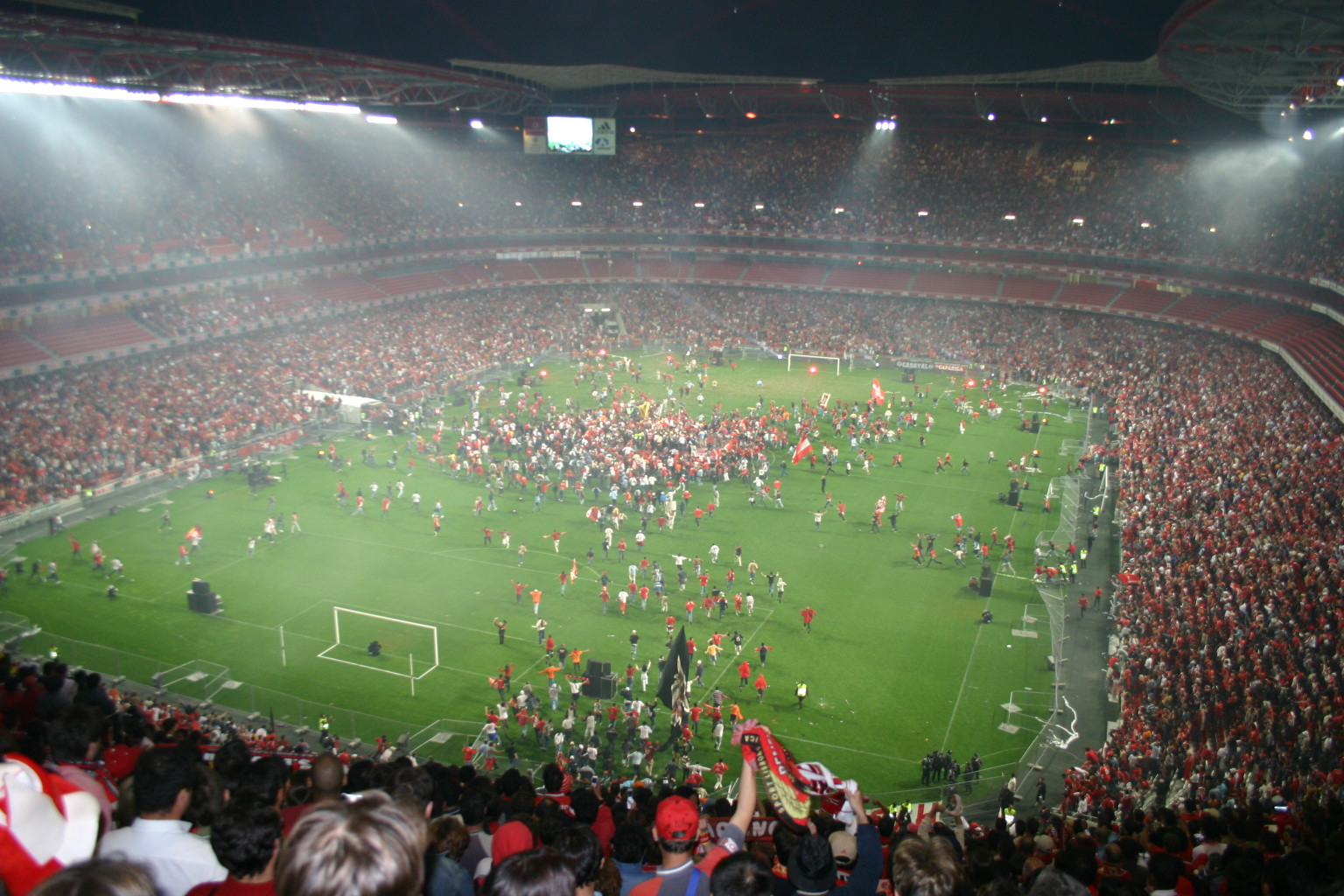
Болельщики «Бенфики» отмечают свой 31-й чемпионский титул (2005)

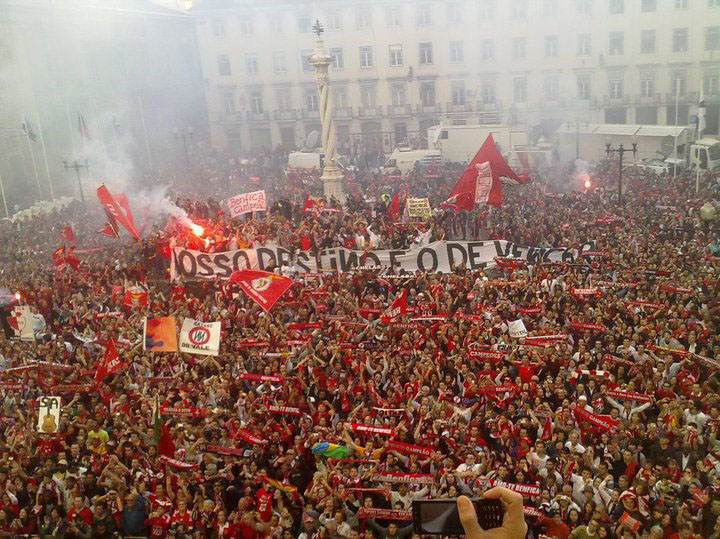
Болельщики «Бенфики» отмечают свой 32-й чемпионский титул (2010)

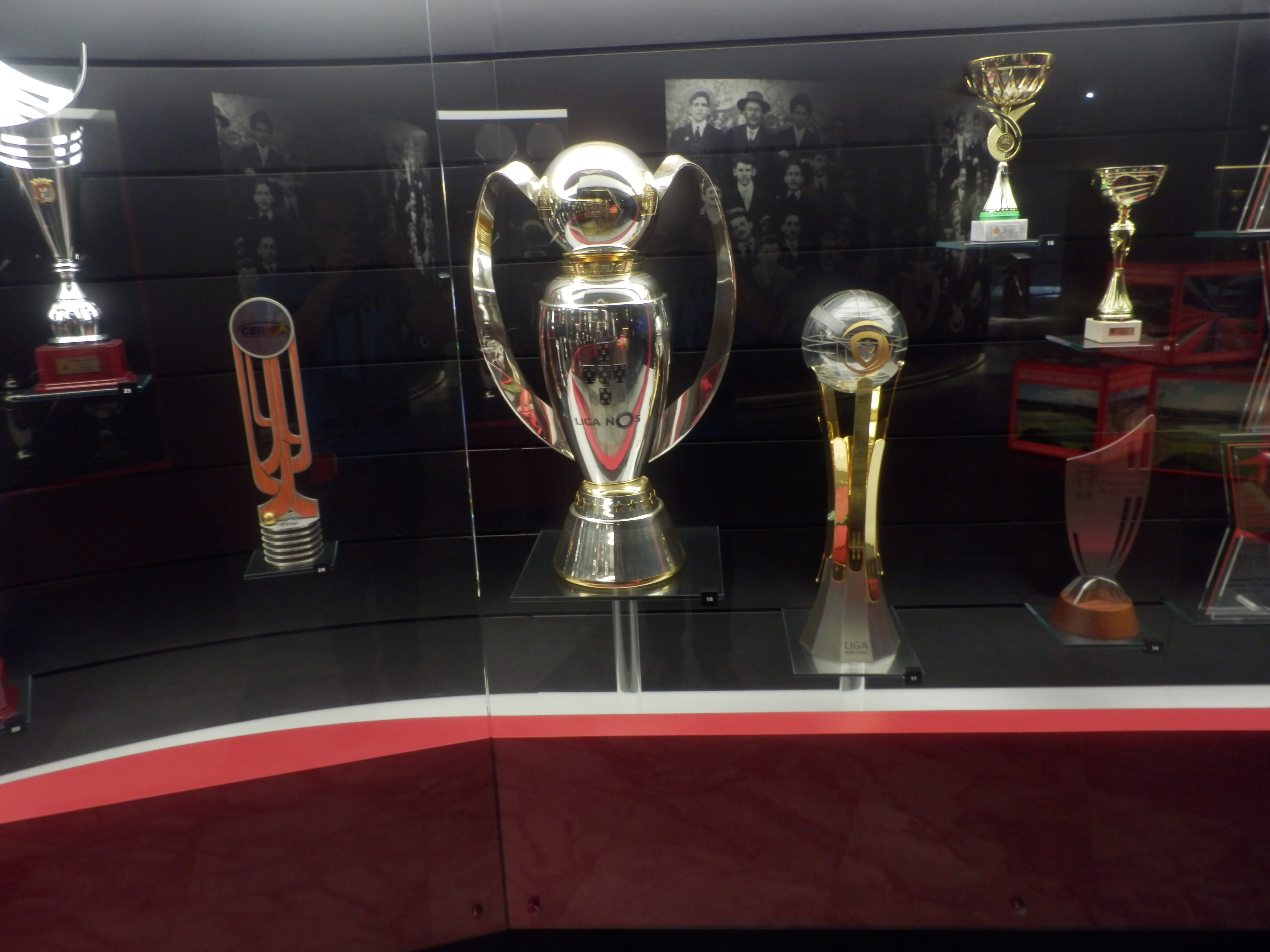
Титулы выигранные в 2015 году

В 2004 году клуб под руководством Хосе Антонио Камачо выиграл кубок страны, решающий гол на 103-й минуте забил капитан «орлов» Симан Саброза. Удачный сезон был омрачён смертью нападающего Миклоша Фехера, который скончался в том же году на футбольном поле.
В 2005 году «Бенфика» впервые за 11 лет выигрывает чемпионат под руководством Джованни Трапаттони.
В 2009 году клуб выигрывает Кубок лиги, переиграв в финале «Спортинг» в серии пенальти.
В 2010 году команда впервые за пять лет становится чемпионом Португалии под руководством Жорже Жезуша и в том же году выигрывает Кубок лиги.
В розыгрыше Лиги чемпионов 2011/12 в 1/8 финала «Бенфика» по жеребьёвке сталкивается с российским «Зенитом» и обыгрывает его по сумме двух матчей (2:3; 2:0).
В следующем сезоне на пути лиссабонского клуба вновь встала российская команда. В одну группу Лиги чемпионов 2012/13 с «Бенфикой» попал московский «Спартак». В «Лужниках» россияне одержали победу в упорном матче благодаря автоголу Жардела (2:1), а на своём поле «орлы» взяли реванш со счётом 2:0.
В сезоне 2013/14 «Бенфика» дошла до финала Лиги Европы.
В 2014 году юношеская команда «Бенфики» приняла участие в втором сезоне Международной детской социальной программы «Футбол для дружбы», финальные мероприятия которой прошли в Лиссабоне. Команда стала победителем Международного турнира по уличному футболу 2014 года.
В розыгрыше Лиги чемпионов 2017/18 на групповом этапе «Бенфика» встречалась с московским ЦСКА. Оба раза победили армейцы, 2:1 в Лиссабоне и 2:0 в Москве.

## История выступлений
| Сезон   | Дивизион | Место   | Кубок      |                                   |
| ------- | -------- | ------- | ---------- | --------------------------------- |
| 1934/35 | 1ª       | 3-е     | Победитель |                                   |
| 1935/36 | 1ª       | Чемпион | 1/2        |                                   |
| 1936/37 | 1ª       | Чемпион | 1/2        |                                   |
| 1937/38 | 1ª       | Чемпион | Финалист   |                                   |
| 1938/39 | 1ª       | 3-е     | Финалист   |                                   |
| 1939/40 | 1ª       | 4-е     | Победитель |                                   |
| 1940/41 | 1ª       | 4-е     | 1/2        |                                   |
| 1941/42 | 1ª       | Чемпион | 1/4        |                                   |
| 1942/43 | 1ª       | Чемпион | Победитель |                                   |
| 1943/44 | 1ª       | 2-е     | Победитель |                                   |
| 1944/45 | 1ª       | Чемпион | 1/2        |                                   |
| 1945/46 | 1ª       | 2-е     | 1/4        |                                   |
| 1946/47 | 1ª       | 2-е     | -          |                                   |
| 1947/48 | 1ª       | 2-е     | 1/2        |                                   |
| 1948/49 | 1ª       | 2-е     | Победитель |                                   |
| 1949/50 | 1ª       | Чемпион | -          |                                   |
| 1950/51 | 1ª       | 3-е     | Победитель |                                   |
| 1951/52 | 1ª       | 2-е     | Победитель |                                   |
| 1952/53 | 1ª       | 2-е     | Победитель |                                   |
| 1953/54 | 1ª       | 3-е     | 1-й раунд  |                                   |
| 1954/55 | 1ª       | Чемпион | Победитель |                                   |
| 1955/56 | 1ª       | 2-е     | 2-й раунд  |                                   |
| 1956/57 | 1ª       | Чемпион | Победитель |                                   |
| 1957/58 | 1ª       | 3-е     | Финалист   | КЧ Квалиф.раунд                   |
| 1958/59 | 1ª       | 2-е     | Победитель | -                                 |
| 1959/60 | 1ª       | Чемпион | 1/2        | -                                 |
| 1960/61 | 1ª       | Чемпион | 3-й раунд  | КЧ Победитель                     |
| 1961/62 | 1ª       | 3-е     | Победитель | КЧ Победитель                     |
| 1962/63 | 1ª       | Чемпион | 1/2        | КЧ Финалист                       |
| 1963/64 | 1ª       | Чемпион | Победитель | КЧ 1-й раунд                      |
| 1964/65 | 1ª       | Чемпион | Финалист   | КЧ Финалист                       |
| 1965/66 | 1ª       | 2-е     | 1/4        | КЧ 1/4                            |
| 1966/67 | 1ª       | Чемпион | 1/4        | КЯ 3-й раунд                      |
| 1967/68 | 1ª       | Чемпион | 1/2        | КЧ Финалист                       |
| 1969/70 | 1ª       | 2-е     | Победитель | КЧ 2-й раунд                      |
| 1970/71 | 1ª       | Чемпион | Финалист   | КК 2-й раунд                      |
| 1971/72 | 1ª       | Чемпион | Победитель | КЧ 1/2                            |
| 1972/73 | 1ª       | Чемпион | 6-й раунд  | КЧ 2-й раунд                      |
| 1973/74 | 1ª       | 2-е     | Финалист   | КЧ 2-й раунд                      |
| 1968/69 | 1ª       | Чемпион | Победитель | КЧ 1/4                            |
| 1974/75 | 1ª       | Чемпион | Финалист   | КК 1/4                            |
| 1975/76 | 1ª       | Чемпион | 5-й раунд  | КЧ 1/4                            |
| 1976/77 | 1ª       | Чемпион | 7-й раунд  | КЧ 1-й раунд                      |
| 1977/78 | 1ª       | 2-е     | 1/4        | КЧ 1/4                            |
| 1978/79 | 1ª       | 2-е     | 3-й раунд  | КУ 2-й раунд                      |
| 1979/80 | 1ª       | 3-е     | Победитель | КУ 1-й раунд                      |
| 1980/81 | 1ª       | Чемпион | Победитель | КК 1/2                            |
| 1981/82 | 1ª       | 2-е     | 1/2        | КЧ 2-й раунд                      |
| 1982/83 | 1ª       | Чемпион | Победитель | КУ Финалист                       |
| 1983/84 | 1ª       | Чемпион | 5-й раунд  | КЧ 1/4                            |
| 1984/85 | 1ª       | 3-е     | Победитель | КЧ 2-й раунд                      |
| 1985/86 | 1ª       | 2-е     | Победитель | КК 1/4                            |
| 1986/87 | 1ª       | Чемпион | Победитель | КК 2-й раунд                      |
| 1987/88 | 1ª       | 2-е     | 1/2        | КЧ Финалист                       |
| 1988/89 | 1ª       | Чемпион | Финалист   | КУ 2-й раунд                      |
| 1989/90 | 1ª       | 2-е     | 4-й раунд  | КЧ Финалист                       |
| 1990/91 | 1ª       | Чемпион | 1/4        | КУ 1-й раунд                      |
| 1991/92 | 1ª       | 2-е     | 1/2        | КЧ Групп.раунд                    |
| 1992/93 | 1ª       | 2-е     | Победитель | КУ 1/4                            |
| 1993/94 | 1ª       | Чемпион | 6-й раунд  | КК 1/2                            |
| 1994/95 | 1ª       | 3-е     | 1/4        | ЛЧ 1/4                            |
| 1995/96 | 1ª       | 2-е     | Победитель | КУ 3-й раунд                      |
| 1996/97 | 1ª       | 3-е     | Финалист   | КК 1/4                            |
| 1997/98 | 1ª       | 2-е     | Финалист   | КУ 1-й раунд                      |
| 1998/99 | 1ª       | 3-е     | 5-й раунд  | ЛЧ Групп.раунд                    |
| 1999/00 | 1ª       | 3-е     | 6-й раунд  | КУ 3-й раунд                      |
| 2000/01 | 1ª       | 6-е     | 6-й раунд  | КУ 1-й раунд                      |
| 2001/02 | 1ª       | 4-е     | 5-й раунд  | -                                 |
| 2002/03 | 1ª       | 2-е     | 4-й раунд  | -                                 |
| 2003/04 | 1ª       | 2-е     | Победитель | ЛЧ 3-й квалиф.раунд, КУ 4-й раунд |
| 2004/05 | 1ª       | Чемпион | Финалист   | ЛЧ 3-й квалиф.раунд, КУ 1-й раунд |
| 2005/06 | 1ª       | 3-е     | 1/4        | ЛЧ 1/4                            |
| 2006/07 | 1ª       | 3-е     | 6-й раунд  | ЛЧ Групп.раунд, КУ 1/4            |
| 2007/08 | 1ª       | 4-е     | 1/2        | ЛЧ Групп.раунд, КУ 4-й раунд      |
| 2008/09 | 1ª       | 3-е     | 5-й раунд  | КУ Групп.раунд                    |
| 2009/10 | 1ª       | Чемпион | 4-й раунд  | ЛЕ 1/4                            |
| 2010/11 | 1ª       | 2-е     | 1/2        | ЛЧ Групп.раунд, ЛЕ 1/2            |
| 2011/12 | 1ª       | 2-е     | 5-й раунд  | ЛЧ 1/4                            |
| 2012/13 | 1ª       | 2-е     | Финалист   | ЛЧ Групп.раунд, ЛЕ Финалист       |
| 2013/14 | 1ª       | Чемпион | Победитель | ЛЧ Групп.раунд, ЛЕ Финалист       |
| 2014/15 | 1ª       | Чемпион | 5-й раунд  | ЛЧ Групп.раунд                    |
| 2015/16 | 1ª       | Чемпион | 4-й раунд  | ЛЧ 1/4                            |
| 2016/17 | 1ª       | Чемпион | Победитель | ЛЧ 1/8                            |
| 2017/18 | 1ª       | 2-е     | 5-й раунд  | ЛЧ Групп.раунд                    |
| 2018/19 | 1ª       | Чемпион | 1/2        | ЛЧ Групп.раунд, ЛЕ 1/4            |
| 2019/20 | 1ª       | 2-е     | Финалист   | ЛЧ Групп.раунд, ЛЕ 1/16           |
| 2020/21 | 1ª       | 3-е     | Финалист   | ЛЧ 3-й квалиф раунд               |

## Дерби и ультрас

### Дерби
У «Бенфики» есть два главных принципиальных противостояния.
Одно из них — это «О Класико», противостояние с клубом «Порту». Другое — это «Лиссабонское дерби», противостояние с клубом «Спортинг». Помимо этого, важными соперниками «Бенфики» в чемпионате Португалии являются «Брага», «Белененсеш», «Боавишта» и «Витория». Так же раньше одним из соперников был клуб «Атлетико».

### Ультрас
Ультрас «Бенфики» имеют дружеские отношения с фанатами «Ромы», поддерживают контакты люди из «Diabos Vermelhos» и «Velhas Maneiras». Есть дружба с фанатами испанской «Мериды» и с фанатами хорватского «Хайдука». Врагами являются ультрас клубов: «Порту», «Спортинг», «Брага» и «Атлетико».
«Бенфика» является самым популярным клубом Португалии. «Бенфика» также является самым популярным клубом мира по числу официально зарегистрированных фан-клубов. Две самые большие фанатские группы «Diabos Vermelhos», «No Name Boys» имеют сложные отношения между собой, так же есть «Velhas Maneiras». Болельщики клуба в Андорре организовали футбольный клуб «Пенья Энкарнада», который сейчас выступает в высшем дивизионе этой страны.

## Достижения

### Национальные
- Чемпион Португалии
  - Чемпион (38, рекорд): 1935/36, 1936/37, 1937/38, 1941/42, 1942/43, 1944/45, 1949/50, 1954/55, 1956/57, 1959/60, 1960/61, 1962/63, 1963/64, 1964/65, 1966/67, 1967/68, 1968/69, 1970/71, 1971/72, 1972/73, 1974/75, 1975/76, 1976/77, 1980/81, 1982/83, 1983/84, 1986/87, 1988/89, 1990/91, 1993/94, 2004/05, 2009/10, 2013/14, 2014/15, 2015/16, 2016/17, 2018/19, 2022/23
  - Вице-чемпион (31): 1943/44, 1945/46, 1946/47, 1947/48, 1948/49, 1951/52, 1952/53, 1955/56, 1958/59, 1965/66, 1969/70, 1973/74, 1977/78, 1978/79, 1981/82, 1985/86, 1987/88, 1989/90, 1991/92, 1992/93, 1995/96, 1997/98, 2002/03, 2003/04, 2010/11, 2011/12, 2012/13, 2017/18, 2019/20, 2023/24, 2024/25
- Кубок Португалии
  - Обладатель (26, рекорд): 1940, 1943, 1944, 1949, 1951, 1952, 1953, 1955, 1957, 1959, 1962, 1964, 1969, 1970, 1972, 1980, 1981, 1983, 1985, 1986, 1987, 1993, 1996, 2004, 2014, 2017
  - Финалист (13): 1939, 1958, 1965, 1971, 1974, 1975, 1989, 1997, 2005, 2013, 2020, 2021, 2025
- Кубок португальской лиги
  - Обладатель (8, рекорд): 2009, 2010, 2011, 2012, 2014, 2015, 2016, 2025
  - Финалист: 2022
- Суперкубок Португалии
  - Обладатель (10): 1980, 1985, 1989, 2005, 2014, 2016, 2017, 2019, 2023, 2025

### Международные
- Кубок европейских чемпионов
  - Победитель (2): 1961, 1962
  - Финалист (5): 1963, 1965, 1968, 1988, 1990
- Кубок УЕФА / Лига Европы
  - Финалист (3): 1983, 2013, 2014
- Межконтинентальный кубок
  - Финалист (2): 1961, 1962
- Малый Кубок мира
  - Победитель: 1965
- Латинский кубок
  - Обладатель: 1950
- Иберийский кубок[англ.]
  - Обладатель: 1983
  - Финалист: 1991

## Текущий состав
| 1  | Флаг Украины              | Вр  | Анатолий Трубин            | 2001 |  |  |  |  |  |
| 24 | Флаг Португалии           | Вр  | Самуэл Суариш              | 2002 |  |  |  |  |  |
| 50 | Флаг Португалии           | Вр  | Диогу Феррейра             | 2007 |  |  |  |  |  |
| 75 | Флаг Португалии           | Вр  | Андре Гомиш                | 2004 |  |  |  |  |  |
|    |                           |     |                            |      |  |  |  |  |  |
| 4  | Флаг Португалии           | Защ | Антониу Силва              | 2003 |  |  |  |  |  |
| 6  | Флаг Дании                | Защ | Александер Ба              | 1997 |  |  |  |  |  |
| 28 | Флаг Швеции               | Защ | Самуэль Даль               | 2003 |  |  |  |  |  |
| 30 | Флаг Аргентины            | Защ | Николас Отаменди (капитан) | 1988 |  |  |  |  |  |
| 44 | Флаг Португалии           | Защ | Томаш Араужу               | 2002 |  |  |  |  |  |
| 58 | Флаг Португалии           | Защ | Руй Силва                  | 2007 |  |  |  |  |  |
| 64 | Флаг Португалии           | Защ | Гонсалу Оливейра           | 2006 |  |  |  |  |  |
| 66 | Флаг США                  | Защ | Джошуа Уайндер             | 2005 |  |  |  |  |  |
| 71 | Флаг Португалии           | Защ | Леандру Сантуш             | 2005 |  |  |  |  |  |
| —  | Флаг Боснии и Герцеговины | Защ | Амар Дедич                 | 2002 |  |  |  |  |  |
| —  | Флаг Португалии           | Защ | Мартин Нету                | 2003 |  |  |  |  |  |
| —  | Флаг Испании              | Защ | Рафаэль Обрадор            | 2004 |  |  |  |  |  |
|    |                           |     |                            |      |  |  |  |  |  |
| 8  | Флаг Норвегии             | ПЗ  | Фредрик Эурснес            | 1995 |  |  |  |  |  |
| 18 | Флаг Люксембурга          | ПЗ  | Леандро Баррейро           | 2000 |  |  |  |  |  |

| 60 | Флаг Португалии | ПЗ  | Нуну Фелиш          | 2004 |  |  |  |  |  |
| 61 | Флаг Португалии | ПЗ  | Флорентину          | 1999 |  |  |  |  |  |
| 68 | Флаг Португалии | ПЗ  | Жуан Велозу         | 2005 |  |  |  |  |  |
| 83 | Флаг Португалии | ПЗ  | Рафаэл Луиш         | 2005 |  |  |  |  |  |
| 84 | Флаг Португалии | ПЗ  | Жуан Регу           | 2005 |  |  |  |  |  |
| 85 | Флаг Португалии | ПЗ  | Ренату Саншиш       | 1997 |  |  |  |  |  |
| 86 | Флаг Португалии | ПЗ  | Диогу Приости       | 2004 |  |  |  |  |  |
|    |                 |     |                     |      |  |  |  |  |  |
| 14 | Флаг Греции     | Нап | Вангелис Павлидис   | 1998 |  |  |  |  |  |
| 17 | Флаг Турции     | Нап | Керем Актюркоглу    | 1998 |  |  |  |  |  |
| 19 | Флаг Италии     | Нап | Андреа Белотти      | 1993 |  |  |  |  |  |
| 21 | Флаг Норвегии   | Нап | Андреас Скьельдеруп | 2004 |  |  |  |  |  |
| 25 | Флаг Аргентины  | Нап | Джанлука Престианни | 2006 |  |  |  |  |  |
| 27 | Флаг Португалии | Нап | Брума               | 1994 |  |  |  |  |  |
| 47 | Флаг Португалии | Нап | Тиагу Говея         | 2001 |  |  |  |  |  |
| 97 | Флаг Португалии | Нап | Эдуарду Фернандиш   | 2007 |  |  |  |  |  |
| —  | Флаг Португалии | Нап | Энрике Араужу       | 2002 |  |  |  |  |  |
| —  | Флаг Дании      | Нап | Каспер Тенгстедт    | 2000 |  |  |  |  |  |

## Рекордсмены клуба

### Игроки-рекордсмены
| По количеству матчей |       |
| Игрок                | Матчи |
| Луизао               | 523   |
| Пицци                | 330   |
| Макси Перейра        | 329   |
| Нуну Гомеш           | 293   |
| Оскар Кардосо        | 289   |
| Жардел               | 285   |
| Андре Алмейда        | 282   |
| Эдуардо Сальвио      | 266   |
| Николас Гайтан       | 253   |
| Симан Саброза        | 215   |

| Лучшие бомбардиры в истории клуба |      |
| Игрок                             | Голы |
| Эйсебио                           | 316  |
| Оскар Кардосо                     | 167  |
| Жонас                             | 137  |
| Нуну Гомеш                        | 101  |
| Пицци                             | 92   |
| Симан Саброза                     | 89   |
| Лима                              | 70   |
| Харис Сеферович                   | 69   |
| Эдуардо Сальвио                   | 62   |
| Костас Митроглу                   | 52   |

## Формы
Домашняя форма
| 2006/07 | 2007/08 | 2008/09 | 2009/10 | 2010/11 | 2011/12 | 2012/13 | 2013/14 | 2014/15 | 2015/16 | 2016/17 |
| 2017/18 | 2018/19 | 2019/20 | 2020/21 | 2021/22 | 2022/23 | 2023/24 | 2024/25 |         |         |         |

Выездная форма
| 2006/07 | 2007/08 | 2008/09 | 2009/10 | 2010/11 | 2011/12 | 2012/13 | 2013/14 | 2014/15 | 2015/16 | 2016/17 |
| 2017/18 | 2018/19 | 2019/20 | 2020/21 | 2021/22 | 2022/23 | 2023/24 | 2024/25 |         |         |         |

Резервная форма
| 2010/11 | 2020/21 | 2021/22 | 2022/23 |

Источники:
- SL Benfica. www.colours-of-football.com. Дата обращения: 4 июля 2023. Архивировано 4 июля 2023 года.
- SL Benfica Kit History (англ.). Football Kit Archive. Дата обращения: 4 июля 2023. Архивировано 1 июля 2023 года.